# Вальчині вітрила
«Вальчині вітрила» («Валькины паруса») — радянський телефільм 1974 року, знятий режисером Миколою Жуковим на Свердловській кіностудії.

## Сюжет
Телефільм про хлопчика, який мріяв про море та втілював свої мрії у малюнках. За книгою Владислава Крапівіна «Вальчині друзі та вітрила».

## У ролях
- Андрій Цепкало — Валя Бігунов
- Фелікс Смирнов — Андрійко
- Гера Котовський — Саша Бестужев
- Борис Семеров — Полянський, голова ради загону
- Ігор Тиминський — Петя Лісовських
- Євген Лоцман — Серьога Кольчик
- Ольга Батракова — Зінка Лагутіна
- Володимир Бурухін — Вітя Гусєв (Гусь)
- Сергій Санніков — Валерія Равенкова, піонервожатий у школі
- Володимир Протасенко — Юрій Іванович, вчитель малювання
- Лариса Вадько — Ганна Борисівна, вчителька
- Геннадій Голдусь — епізод
- Геннадій Миронов — епізод
- Стелла Бірюкова — епізод
- Андрій Грєхов — епізод
- Олег Гриценко — епізод
- Ольга Дудолкіна — епізод
- Віктор Жаравін — епізод
- Ірина Кутузова — епізод
- Людмила Мізонова — епізод
- Марина Прах — епізод
- Ірина Харичева — епізод
- Юрій Хорошавін — епізод
- Юрій Хохрін — епізод
- Вадим Швецов — епізод
- Олександр Балбекін — батько Гусєва
- Валентин Воронін — батько Вальки
- М. Кобилін — епізод
- Олександра Матер-Лашина — Олександра Іванівна, вчителька
- Тетяна Скипочка — епізод
- Людмила Степаненко — епізод

## Знімальна група
- Режисер — Микола Жуков
- Сценарист — Валентина Спіріна
- Оператор — Геннадій Черешко
- Композитор — Євген Крилатов
- Художник — В. Борисов